# Longyao
Longyao är ett härad i Xingtais stad på prefekturnivå i Hebei-provinsen i norra Kina.